# Chang ITF Thailand Pro Circuit Phuket 2013
Il Chang ITF Thailand Pro Circuit Phuket 2013 è stato un torneo di tennis facente parte della categoria ITF Women's Circuit nell'ambito dell'ITF Women's Circuit 2013. Il torneo si è giocato a Phuket in Thailandia dal 29 aprile al 5 maggio 2013 su campi in cemento indoor e aveva un montepremi di $25,000.

## Vincitrici

### Singolare
Melanie Klaffner ha battuto in finale  Doroteja Erić con il punteggio di 3–6, 6–3, 6–2

### Doppio
Nicha Lertpitaksinchai /  Peangtarn Plipuech hanno battuto in finale  Fatma Al-Nabhani /  Lee Ya-hsuan con il punteggio di 6–2, 6–4